# Fairbury (Illinois)
Pour les articles homonymes, voir Fairbury.
Fairbury est une petite ville du comté de Livingston, dans l'Illinois, aux États-Unis. Fondée le 10 novembre 1857 par Caleb L. Patton et Octave Chanute, elle est incorporée le 3 mai 1890.

## Démographie
Lors du recensement de 2010, la ville comptait une population de 3 757 habitants. Elle est estimée, en 2016, à 3 603 habitants.

## Source de la traduction
- (en) Cet article est partiellement ou en totalité issu de l’article de Wikipédia en anglais intitulé « Fairbury, Illinois » (voir la liste des auteurs).